# Заратустра
Заратустра или Заратуштра (авестански: Zaraθuštra), познат и као Зороастер (грч. ωροάστρης) је био древни персијски филозоф и пророк, оснивач маздаизма, култа мудрости, и централна фигура потоње религије, зороастризма. Сматра се да је живео око 1200. п. н. е.
Суштина његовог учења се може сажети у следећој изреци: Humata, Hukhta, Huvarshta (Добре мисли, добре речи, добра дела). Према Заратустри, основу наше земаљске егзистенције представља космичка борба између Истине (пахлави: Ahlāyīh) и Лажи (пахлави: Druz), која се често представља као борба између добра и зла, или светлости и таме, у западној парадигми. У каснијем зороастризму, супротстављене силе у овој борби се називају Ахура Мазда (Бог) и Ахриман (Ђаво).
Оксфордски речник га поставља на прво место хронологије филозофа, као оснивача филозофског система мазда-јасна (авестански: мазда — „мудрост”, јасна — „обожавање”). Претпоставља се да су заратуштровци, поштоваоци мудрости, преносили знање персијским Грцима, који су касније употребљавали сличан појам, филозофија.

## Биографија
О њему се не зна много, не знају се чак ни датуми његовог рођења и смрти. Заратустранци тврде да је живео око 6000 година п. н. е. због чега га именују првим пророком свих религија. Упркос томе, други сматрају да је већа вероватноћа да је Заратустра живео око 1200. године п. н. е. највероватније на територији данашњег североистока Ирана.

## Живот
Зороастер је евидентиран као син Поурушаспе од Спитанана или Спитамида породице, док је био његов прадед био Хаечатаспа. Сва имена изгледају примерено номадској традицији. Име његовог оца значи „поседовање сивих коња” (при чему реч аспа значи коњ), док мајка значи „млекара”. Према предаји, имао је четворо браће, два старија и два млађа, чија су имена дата у много каснијим Пахлави радовима.
Обука за свештеништво вероватно је почела веома рано, око седам година старости. Свештеник је постао вероватно око петнаесте године, а према Гатхасу је знање других учитеља и лично искуство стекао на путовањима кад је напустио родитеље у двадесетој години.
До тридесет година доживео је откривење током пролећног фестивала; на обали реке угледао је блиставо Биће, које се открило као Воху Манах (добра сврха) и подучавало га о Ахура Мазди (Мудри Господар) и пет других блиставих фигура.
Зороастер је убрзо постао свестан постојања два првобитна Духа, а други је Ангра Маиниу (Деструктивни дух), са супротстављеним појмовима Аша (поредак) и Друј (обмана). Тако је одлучио да проведе свој живот подучавајући људе да траже Ашу. Добио је даљња откривења и видео визију седам Амеша Спенте, а његова учења су сакупљана у Гатама и Авестима.
На крају, у доби од четрдесет две године, добио је покровитељство краљице Хутаосе и владара по имену Виштаспа, раног присташа Зороастризма. Зороастерово учење о појединачном просуђивању, Небу и паклу, васкрсењу тела, последњем суду и вечном животу за уједињену душу и тело, између осталог, постало је позајмицама у Аврамским религијама, али они су изгубили контекст изворног учења.
Према предаји, живео је дуги низ година после преобраћења Виштаспе, успео је да оснује верну заједницу, и оженио се три пута. Прве две супруге родиле су му три сина: Исат Вастра, Урватат Нара и Хваре Читра, и три кћери, Френи, Трити и Поручиста.
Његова трећа супруга Хвови била је без деце. Зороастер је умро кад му је било 77 година и 40 дана. Каснији Пахлави извори попут Шахнамеха, уместо тога, тврде да је опскурни сукоб с људима Туирије довео до његове смрти, а убио га је карапан (свештеник старе религије) по имену Брадрес.

## Чемпрес од Кашмара
Чемпрес од Кашмара је митско дрво чемпреса легендарне лепоте и гаргантуанских димензија. Каже се да је потекао из гране коју је Зороастер донео из Раја и да је стајао на данашњем Кашмару на североистоку Ирана, а да га је засадио Зороастер у част преобраћења краља Виштаспа у Зороастрианизам.
Према иранском физичару и историчару Закарија ал-Казвини, краљ Виштаспа био је заштитник Зороастера који је сам посадио дрво. У свом ʿAjā'ib al-makhlūqāt wa gharā'ib al-mawjūdāt, он даље описује како је Ел-Мутавакил у 861. години проузроковао гашење моћног чемпреса, а затим га транспортовао преко Ирана, да би био коришћен за греде у својој новој палати на Самари. Пре је желео да се дрво реконструише пред његовим очима.
То је учињено упркос протестима Иранаца, који су понудили веома велику своту новца за спас стабла. Ел-Мутавакил никада није видио чемпрес, јер га је убио турски војник (вероватно запослен код свог сина) у ноћи кад је стигао на обале Тигра.

## Утицаји на друге религије

#### Ислам
Изведене су бројне паралеле између учења Зороастрије и ислама. Такве паралеле укључују очигледне сличности између Амеше Спенте и арханђела Гаврила, молећи се пет пута на дан, покривајући нечију главу током молитве, и спомињање Талмуда и Ирама стубова у Кур'ану. То такође може указивати на огроман утицај Ахеменидског царства на развој било које религије.
У Кур'ану се спомињу и Сабејци, који су веровали у слободу да се подударају са Зороастријцима.

#### Манихаизам
Манихаизам је сматрао Зороастера фигуром (заједно с Будом и Исусом) у линији пророка чији је врхунац Мани (216—276). Зороастеров етички дуализам је — у одређеној мери — уграђен у Манијеву доктрину, која је свет сматрала закључаним у епској борби између супротстављених сила добра и зла. Манихеизам је такође садржавао и друге елементе зороастријске традиције, посебно имена натприродних бића; међутим, многи од ових других зороастријских елемената или нису део Зороастерових учења или се користе сасвим другачије од начина на који се користе у зороастризму.

#### Филозофија
У Гатама Зороастер људско стање види као менталну борбу између аше и друја. Кардинални концепт аше — који је високо нијансиран и само нејасно преносив — је у основи читаве зороастријске доктрине, укључујући и ону Ахура Мазде (која је аша), стварање (аша), постојање (аша) и као услов за слободну вољу.
Сврха човечанства, као и све друге креације, је да се одржи и усклади са ашом. За човечанство се то дешава активним етичким учешћем у животу, ритуалу и вежбању конструктивних / добрих мисли, речи и дела.
Елементи зороастријске филозофије ушли су на Запад кроз њихов утицај на јудаизам и платонизам и идентификовани су као један од кључних раних догађаја у развоју филозофије. Међу класичним грчким филозофима Хераклит се често наводи као надахнут Зороастеровим размишљањем.
2005. године Оксфордски речник филозофије Зарастстру је сврстао на прво место у хронологији филозофа. Заратустров утицај данас постоји делом захваљујући систему религиозне етике коју је основао под називом Маздаиасна. Реч Маздаиасна је Авестанска реч и на енглеском се преводи као „Обожавање мудрости / Мазде”.
Енциклопедија Природна историја (Плиниј) тврди да су Зороастријанци касније образовали Грке који су, почевши од Питагоре, користили сличан израз, филозофију или „љубав према мудрости” да би описали потрагу за коначном истином.
Зороастер је нагласио слободу појединца да изабере тачно или погрешно и индивидуалну одговорност за своја дела. Овај лични избор прихватања аша и шун друја је сопствена одлука, а не диктат Ахура Мазде.
За Зороастера, замишљајући добре мисли, говорећи добре речи и чинећи добра дела (нпр. помажући сиромашнима, радећи добра дела или вршећи добре ритуале) увећавамо ашу у свету и у себи, славимо божански ред и долазимо корак ближе вечном путу за Фрасокерети.
Дакле, ми нисмо робови или слуге Ахура Мазде, али можемо направити лични избор да будемо сарадници и на тај начин усавршавамо свет као саосианти („светски савршени”) и себе и на крају постигнемо статус ашавана („господар Аша”).

## Учење
Заратустрино учење ослањало се на Веде, нарочито на индијску Рг веду. Но, за разлику од Веда и браманске религије, Заратустра је тврдио да је Бога видео, и да га је лично Бог подучавао. Он Бога назива Премудри Господар, Ахура Мазда.
Његово учење (чији је само мали део остао аутентичан, тј. недорађиван) састоји се из 17 химни, пронађених у литургијском формату који се назива Јасна. Једна од њих пита:
| „ | „Ко је створио путање сунца и звезда? Кроз кога месец сија и бледи? Ко подупире земљу и спречава да се небо сруши? Кроз кога постоји зора, подне и вече?" (Јасна 44. 3-6). | ” |

Заратустра одговара да је то отац поретка, Ахура Мазда. Но, ко је онда створио зло и хаос? Заратустра је живео у доба великих ратова и веровао је да је ратно стање на земљи одраз небеског рата: постоји, поред Ахура Мазде, и створитељ зла и деструкције, кога је називао Ангра Маињу, познат као Ахриман на пахлавију, језику Сасанидског царства којим је написан највећи део заратустранских списа.
Присуство вечитог сукоба између Ахура Мазде и Ангра Маиње његово учење чини примером дуализма. Људи су највеће поприште овог космичког сукоба, и имају моћ да (уз помоћ Доброг Господа) надвладају зло. Заратустранство је оптимистична вера, будући да су људи способни да себе избаве, а зло превазиђу. Снажно наглашавање личне одговорности представља важну одлику заратустранства.
Заратустранци следе учење Заратустре.

## Иконографија
Иако неколико недавних приказа Зороастера показују да он чини неко дело легенде, уопштено га портрети приказују у белим оделима (које носе и данашњи зороастријски свештеници).
Често је виђен како држи бресмана (Авестан; средње перзијски бар), за који се обично сматра да је још један симбол свештеништва, или са књигом у руци, која се може тумачити као Авеста. Алтернативно, појављује се са јарболом, варзом — обично стилизованом као челична палица окруњена биковом главом — коју свештеници носе у церемонији намештања. У осталим приказима он се појављује уздигнутом руком и замишљено уздигнутим прстом, као да жели направити поен.
Зороастер се ретко приказује како гледа директно у гледаоца; уместо тога, чини се да гледа мало према горе, као да моли. Зороастер се готово увек приказује с брадом, што је заједно са другим факторима сличним портретима Исуса из 19. века. 
Уобичајена варијанта Зороастер слика потиче од резбарења стене из доба Сасанида. У овом приказу у Так-е Бостану види се лик који председава крунисању Ардашира Првог или Другог. Фигура стоји на лотосу, с баресманом у руци и са глоријом око главе. Све до 1920-их, ова фигура се обично сматрала приказом Зороастера, али последње се године чешће тумачи као приказ Митре. Међу најпознатијим европским приказима Зороастера је лик из Рафаелове 1509 Атинске школе. У њему Зороастер и Птолемеј разговарају у доњем десном углу. Пророк држи глобус са око звезде.